# گرین بی پکرز

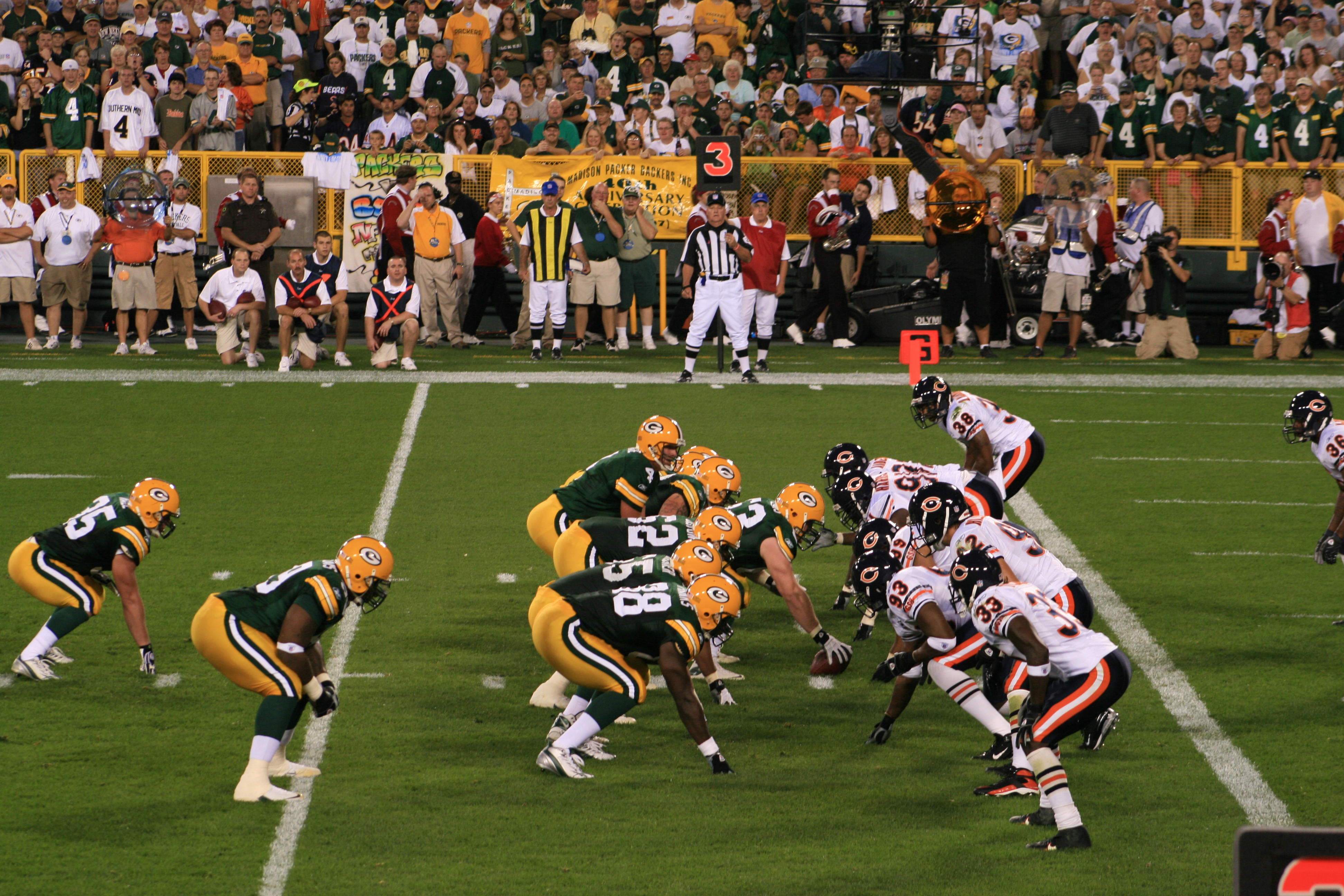

تیم فوتبال آمریکایی گرین بی پکرز (به انگلیسی: Green Bay Packers) از گرین‌بی در ایالت ویسکانسین است.
این تیم عضو لیگ ملی فوتبال آمریکا است.
ورزشگاه خانه این تیم ورزشگاه لمبو فیلد (به انگلیسی: Lambeau Field) نام دارد.

## وب‌گاه رسمی
- وبگاه رسمی تیم